# 中村航
中村 航（なかむら こう、1969年11月23日 - ）は、日本の小説家・作詞家・音楽プロデューサー・実業家。岐阜県大垣市出身。VTuber事務所「Mi→RiSE」代表、ステキコンテンツ合同会社代表も務める。

## 人物・経歴
大垣市立北中学校、岐阜県立大垣北高等学校、芝浦工業大学工学部工業経営学科卒業。10代の頃はバンド活動をしており、歌詞や曲の創作活動が好きだった。卒業後、メーカー（公式サイトではF写真光機と記されている）に就職し、エンジニアとして働く。27歳の時にバンドを辞めたため時間を持て余し、友人に勧められて小説を書きはじめる。執筆活動に専念するため、1999年、29歳の時に退社。執筆することを中心に考え、合間に塾で勉強を教えたり、引っ越しをするなど、とにかく生活を変えていた。2002年、31歳の時に『リレキショ』で第39回文藝賞を受賞しデビュー。2004年、『ぐるぐるまわるすべり台』で第26回野間文芸新人賞受賞。2006年に第6回スーパーダッシュ小説新人賞選考委員、2007年に第2回日本ケータイ小説大賞選考委員を務めた。
子供の頃に読んだ児童小説に影響を受け、ほかに影響を受けた作家に椎名誠、村上春樹、吉本ばなな、江國香織、角田光代を挙げている。著書（2013年8月現在）の表紙イラストは本人が盟友と呼ぶイラストレーターの宮尾和孝によるものが大半であり、作品によっては章の扉や作中にもイラストを手がけている。一部作品、別名義、共著、シリーズ、アンソロジーでは装画イラストから外れることがあるが、「奇跡」や「デビクロくんの恋と魔法」などのように文庫版の表紙や作中イラストのみで採用されることもある。
中村は自身が描く登場人物を「劇団員」に例えている。作品によって名前や性別は違っても、核には共通したものを持っており、例として『リレキショ』に登場する「山崎さん」と『絶対、最強の恋のうた』に登場する「木戸さん」は名前や性別は違うが核にあるものは同じである。
2015年より、ブシロードが企画するメディアミックスプロジェクト『BanG Dream!』プロジェクトの原作・ストーリー原案を務め、世界観やキャラクター設定、原作小説の執筆、メディアミックス作品の原作・ストーリー原案、作中楽曲の作詞などを担当している。起用理由は中村の著書である『ぐるぐるまわるすべり台』を読んだブシロードの編集者が中村を推薦したことによる。ストーリーにおいて主人公たちが高校に入学してから音楽をはじめ、数か月をかけてバンドを結成し、質屋でギターを購入してメンバーと蔵でバンド練習をしていた点などは中村の実体験をもとにしている。また、プロジェクトにて作詞も担当することに対して中村は、「もともとは、作詞・作曲経験しかない人間が小説を書きはじめた。だから、『BanG Dream!』プロジェクトでは、小説家が詞を書いているのではなく、作詞家が小説を書いているというほうが近いと思うことがある」と語っている。
中村は『BanG Dream!』プロジェクト以外のブシロードコンテンツにも多数起用されるようになり、『from ARGONAVIS』でも同じくストーリー原案と作詞を担当するほか、『D4DJ』ではストーリー原案・楽曲作詞のほか、作中のユニットの一つ、『Lyrical Lily』の音楽プロデューサーも担当している。
2016年に自ら代表を務める出版社として「ステキコンテンツ合同会社」を設立。2020年には同社を母体とする小説投稿サイト「ステキブンゲイ」、小説・漫画レーベル「ステキブックス」を発足させている。
2021年6月14日、VTuber事務所「Mi→RiSE」代表となる。
2023年7月より、コンテスト・創作情報サイト「Koubo」にて、自身が提唱する、独自の「書き方」フォーマットを使用した、「プロットだけ」を募集する企画を連載している。

## 受賞・候補歴
- 2002年 - 『リレキショ』で第39回文藝賞受賞[5]。
- 2003年 - 『夏休み』で第129回芥川賞候補[5]。
- 2003年 - 『ぐるぐるまわるすべり台』で第130回芥川賞候補。
- 2004年 - 『ぐるぐるまわるすべり台』で第26回野間文芸新人賞受賞[5]。

## 作品リスト

### 一般小説
- はじまりの三部作[5]
  - リレキショ（2002年12月 河出書房新社 / 2005年10月 河出文庫）
  - 夏休み（2003年6月 河出書房新社 / 2006年6月 河出文庫 / 2011年6月 集英社文庫）
  - ぐるぐるまわるすべり台（2004年6月 文藝春秋 / 2006年5月 文春文庫）
- 僕らはまだ、恋をしていない！
  - 僕らはまだ、恋をしていない！（2013年8月 ハルキ文庫）
  - 僕らはまだ、恋をしていない！II（2015年2月 ハルキ文庫）
  - 僕らはまだ、恋をしていない！III（2015年4月 ハルキ文庫）
- その他長編小説
  - 100回泣くこと（2005年10月 小学館 / 2007年11月 小学館文庫）
  - 絶対、最強の恋のうた（2006年11月 小学館 / 2008年11月 小学館文庫）
  - 僕の好きな人が、よく眠れますように（2008年10月 角川書店 / 2011年1月 角川文庫）
  - あのとき始まったことのすべて（2010年3月 角川書店 / 2012年6月 角川文庫）
  - 星に願いを、月に祈りを（2012年4月 小学館 / 2013年6月 小学館文庫）
  - トリガール！（2012年8月 角川マガジンズ / 2014年6月 角川文庫 / 2017年8月 角川つばさ文庫[注釈 1] - 絵：菅野マナミ）
  - デビクロくんの恋と魔法（2013年11月 小学館 / 2014年10月 小学館文庫）
  - 小森谷くんが決めたこと（2014年7月 小学館 / 2017年10月 小学館文庫）
  - 世界中の青空をあつめて（2015年9月 キノブックス / 2018年10月 キノブックス文庫）
  - 年下のセンセイ（2016年1月 幻冬舎 / 2018年4月 幻冬舎文庫）
  - 無敵の二人（2017年8月 文藝春秋） - 協栄札幌赤坂ボクシングジム所属の畠山昌人とトレーナーの赤坂裕美子をモデルとしたノンフィクション小説
    - 【改題】赤坂ひかるの愛と拳闘（2020年7月 文春文庫）

  - サバティカル（2019年4月 朝日新聞出版）
  - #失恋したて（2019年8月 LINEノベル）
  - 広告の会社、作りました（2021年3月 ポプラ社）
  - 大きな玉ねぎの下で（2024年8月22日 小学館）
- 短編集
  - あなたがここにいて欲しい（2007年9月 祥伝社 / 2010年1月 角川文庫）
  - さよなら、手をつなごう（2013年3月 集英社文庫）
  - 恋を積分すると愛（2017年7月 角川文庫）

### 児童文学
記載がない場合はすべてナカムラコウ名義。中村航は自身のブログでこの名義のことを「中村航の生き別れの双子の弟」と記している。
- 初恋ネコシリーズ - 絵：アルコ
  - 初恋ネコ 1 放課後、いつもの場所で（2011年3月 集英社みらい文庫）
  - 初恋ネコ 2 帰り道、素直なキモチで（2011年11月 集英社みらい文庫）
  - 初恋ネコ 3 本当にスキなひと（2012年6月 集英社みらい文庫）
- ありがとう 〜ただ、君がスキ〜（2011年7月 学研パブリッシング） - 絵：宮尾和孝
- 100年後も読まれる名作(11) オズの魔法使い（2018年11月 KADOKAWA） - 著：L・フランク・ボーム、編訳：中村航、絵：OKAMA、監修：坪田信貴
- 鬼ガール!! ツノは出るけど女優めざしますっ！（2020年9月 角川つばさ文庫） - 中村航名義。絵：榊アヤミ

### ノベライズ
- 奇跡（2011年4月 文藝春秋 / 2013年6月 文春文庫） - 原案：是枝裕和

### 絵本
いずれもイラストは宮尾和孝。絵とショートストーリーのコラボレーション作品。
- 星空放送局（2007年11月 小学館）
  - 収録作品：出さない手紙 / カラスは月へ / 星空放送局
- オニロック（2009年2月 ジャイブ）
- 恋するスイッチ（2012年5月 実業之日本社）
- デビクロ通信200（2014年11月 小学館文庫）

### 共著
- 終わりは始まり（2008年5月 集英社） - フジモトマサルとの共著。回文とショートストーリー。
- 僕は小説が書けない（2014年10月 角川書店 / 2017年6月 角川文庫） - 中田永一との共著。質問に答えるとプロットが完成する「物語ソフト」を使用し、同氏と交互に執筆[14]。
- まさか逆さま（2016年10月 キノブックス） - フジモトマサルとの共著第2弾。回文とショートストーリー。
- 怪物（2018年3月 KADOKAWA） - 井上尚弥との共著。

### アンソロジー
「」内が中村航の作品。
- あの日、「ライ麦畑」に出会った（2003年9月 廣済堂出版）「ある人の愛読書を読むという行為」 - エッセイアンソロジー
- あの頃のこと Every day as a child（2004年8月 ソニーマガジンズ）「金魚、祭り、ひばり、ネコ」 - 映画『誰も知らない』を記録した川内倫子の写真と“あの頃”を綴ったエッセイアンソロジー
- I LOVE YOU（2005年7月 祥伝社 / 2007年9月 祥伝社文庫）「突き抜けろ」
- LOVE or LIKE（2006年7月 祥伝社 / 2008年9月 祥伝社文庫）「ハミングライフ」
- 宇宙小説（2012年3月 講談社文庫）「インターナショナル・ウチュウ・グランプリ」 - 漫画『宇宙兄弟』のアンソロジー
- あの日、君と Boys（2012年5月 集英社文庫）「さよなら、ミネオ」
- 東京ホタル（2013年5月 ポプラ社 / 2015年5月 ポプラ文庫）「はぐれホタル」

### 映像化作品
映画
- 100回泣くこと（2013年6月22日公開、配給：ショウゲート、監督：廣木隆一、主演：大倉忠義）
- MIRACLE デビクロくんの恋と魔法（2014年11月22日公開、監督：犬童一心、主演：相葉雅紀）
- トリガール!（2017年9月1日公開、監督：英勉、主演：土屋太鳳）
- 鬼ガール!!（2020年10月16日公開、監督：瀧川元気、主演：井頭愛海）
- 大きな玉ねぎの下で（2025年2月7日公開予定、監督：草野翔吾、主演：神尾楓珠・桜田ひより）

Webアニメ
- 岐阜県大垣市プロデュースアニメ
  - おあむ物語 その夏、わたしが知ったこと（2018年、原作・脚本）
  - いつか会えるキミに（2018年、原作、脚本、主題歌作詞）
  - 大垣まつりにいこうよ！（2020年、原作）
  - がきたびっ！〜青春お城編〜（2020年、原作）

### コミカライズ
- 100回泣くこと（2013年6月 小学館 フラワーコミックス チーズ！）
- デビクロくんの恋と魔法（2014年4月 小学館 フラワーコミックス）

### 楽曲作詞
三森すずこ
- さよならおかえり（2018年）

SILENT SIREN
- NO GIRL NO CRY（2019年）

Silent Emotion
- 情熱系アンドロイド（2021年）

### メディアミックスプロジェクト
BanG Dream! プロジェクト（2015年 - 継続中、原作・ストーリー原案、楽曲作詞）
小説
- BanG Dream! バンドリ（2016年8月 KADOKAWA / 2019年1月 電撃文庫） - イラスト：ひと和

漫画
- BanG_Dream! [星の鼓動（スタービート）]（2015年 - 2016年 月刊ブシロード、原作・原案担当） - ナカムラコウ名義（連載時）。漫画：石田彩
- コミック版 BanG Dream!（2016年 - 2019年 月刊ブシロード、ストーリー原案・監修・各話タイトル制作担当） - 漫画：柏原麻実
- BanG Dream! よんこま ばんどりっ！（2016年 - 2017年 電撃G'sコミック、ストーリー原案担当） - 作画：しろいはくと
- RAiSe! The story of my music BanG Dream! episode of RAISE A SUILEN（2019年 - 連載中 月刊ブシロード、原作） - 漫画：しいはらりゅう

アニメーション
- TVアニメ BanG Dream!（2017年、ストーリー原案）
- TVアニメ BanG Dream! ガルパ☆ピコ（2018年、ストーリー原案）
- TVアニメ BanG Dream! 2nd Season （2019年、ストーリー原案）
- TVアニメ BanG Dream! 3rd Season （2020年、ストーリー原案）

ゲーム
- バンドリ! ガールズバンドパーティ!（2017年 - 配信中、ストーリー原案）

楽曲作詞
Poppin'Party（ポッピン パーティー）
- Yes! BanG_Dream!（2016年） ※ナカムラコウ名義
- ぽっぴん'しゃっふる（2016年） ※ナカムラコウ名義
- STAR BEAT!〜ホシノコドウ〜（2016年） ※ナカムラコウ名義
- 夏空 SUN! SUN! SEVEN!（2016年） ※ナカムラコウ名義
- 走り始めたばかりのキミに（2016年）
- ティアドロップス（2016年）
- ときめきエクスペリエンス!（2017年）
- キラキラだとか夢だとか 〜Sing Girls〜（2017年）
- Happy Happy Party!（2017年）
- 前へススメ!（2017年）
- 夢みるSunflower（2017年）
- Time Lapse（2017年）
- 八月のif（2017年）
- 夏のドーン！（2017年）
- クリスマスのうた（2017年）
- B.O.F（2017年）
- キミにもらったもの（2017年）
- CiRCLING（2018年）
- Light Delight（2018年）
- 二重の虹（2018年）
- 最高！（2018年）
- ガールズコード（2018年）
- 切ないSandglass（2018年）
- キズナミュージック♪（2018年）
- Home Street（2018年）
- Jumpin'（2019年）
- What's the POPIPA!?（2019年）
- SAKURA MEMORIES（2019年）
- Returns（2019年）
- Dreamers Go!（2019年）
- NO GIRL NO CRY（2019年）
- アニバーサリー（2019年）
- White Afternoon（2019年）
- Hello! Wink! （2019年）
- イニシャル（2020年）
- 夢を撃ち抜く瞬間に!（2020年）
- 開けたらDream!（2020年）
- Breakthrough!（2020年）
- Hello! Wink!（2020年）
- Step×Step！（2020年）
- キラキラスター！（2020年）
- ミライトレイン（2020年）
- Photograph（2021年）
- Live Beyond!!（2021年）
- Sweets BAN!（2021年）
- キミが始まる！（2021年）
- Moonlight Walk（2021年）
- ここから先は歌にならない（2021年）
- ぽっぴん'どりーむ！（2022年）
- 星の約束（2022年）

戸山香澄（愛美）
- どきどきSING OUT!（2017年）
- Dreamers Go!（2019年）

花園たえ（大塚紗英）
- 花園電気ギター!!!（2017年）
- Returns（2019年）

牛込りみ（西本りみ）
- チョコレイトの低音レシピ（2017年）

山吹沙綾（大橋彩香）
- 遠い音楽 〜ハートビート〜（2017年）

市ヶ谷有咲（伊藤彩沙）
- す、好きなんかじゃない!（2017年）

花園たえ（大塚紗英）×レイヤ（Raychell）
- ナカナ イナ カナイ（2019年）

from ARGONAVIS（2018年 - 継続中、原作・ストーリー原案、楽曲作詞）
アニメーション
- TVアニメ アルゴナビス from BanG Dream!（2020年、ストーリー原案）

ゲーム
- アルゴナビス from BanG Dream! AAside（2021年、ストーリー原案）

楽曲作詞
Argonavis
- ゴールライン（2019年） - 渡辺拓也と共同作詞
- 流星雨（2019年）
- 逢のうた（2019年）
- STARTING OVER（2019年） - ASH DA HEROと共同作詞
- ギフト（2019年）
- 星がはじまる（2020年） - 田淵智也と共同作詞
- Steady Goes!（2020年）
- Starry Line（2020年） - 田淵智也と共同作詞
- AGAIN（2020年）
- Pray（2020年）
- 雨上がりの坂道（2020年）
- Hey! Argonavis（2020年） - とうかさと共同で作曲も担当
- 超夢宙閃隊〈スターファイブ〉より愛を込めて（2021年）
- AAside（2021年）
- JUNCTION（2021年）
- QUIET DANCE（2021年）
- Stand by me!!（2021年）
- きっと僕らは（2021年） - 田淵智也と共同作詞 
- Root of Love（2021年）
- As Is あるがままで （2021年）
- 夏のBURRRRN!!! （2021年）
- 銀の新星＜SILVER NOVA＞（2021年、Argonavis feat. 二条 遥 from εpsilonΦ名義）
- 迷い星 （2022年）
- BLUE ALBUM（2022年）
- Reversal（2022年）

風神RIZING!
- ダチフレンド（2021年）
- ランガンラン（2021年）
- 夢見るBoy守るため（2021年）
- G線上にY!? （2021年）
- NO RICE NO LIFE （2021年）
- フラれた男のラブレター （2021年）
- フウライ出陣歌！ （2022年）

D4DJ（2019年 - 継続中、ストーリー原案、楽曲作詞、Lyrical Lily音楽プロデューサー）
楽曲作詞
Happy Around!
- Dig Delight!（2020年）
- Direct Drive!（2020年）
- Happy Music♪（2020年）
- ぐるぐるDJ TURN!!（2021年）

Lyrical Lily
- 汚れっちまった悲しみの色（2020年）
- 吾輩よ猫であれ（2020年）
- 銀河鉄道の夜に（2020年）
- プティプランス（2021年）
- Magiの贈り物（2021年）
- 冒険王！（2021年）
- ねむり姫（2021年）

アニメーション
- D4DJ First Mix（2020年、ストーリー原案）
- D4DJ Double Mix（2022年、ストーリー原案）
- D4DJ All Mix（2023年、ストーリー原案）

ボイスト Voice & Stories（2023年 - 継続中、原作）

### ボイスドラマ
- おちゃのこ（2021年） - 原案・世界観設定[19]